# Günther Jauch

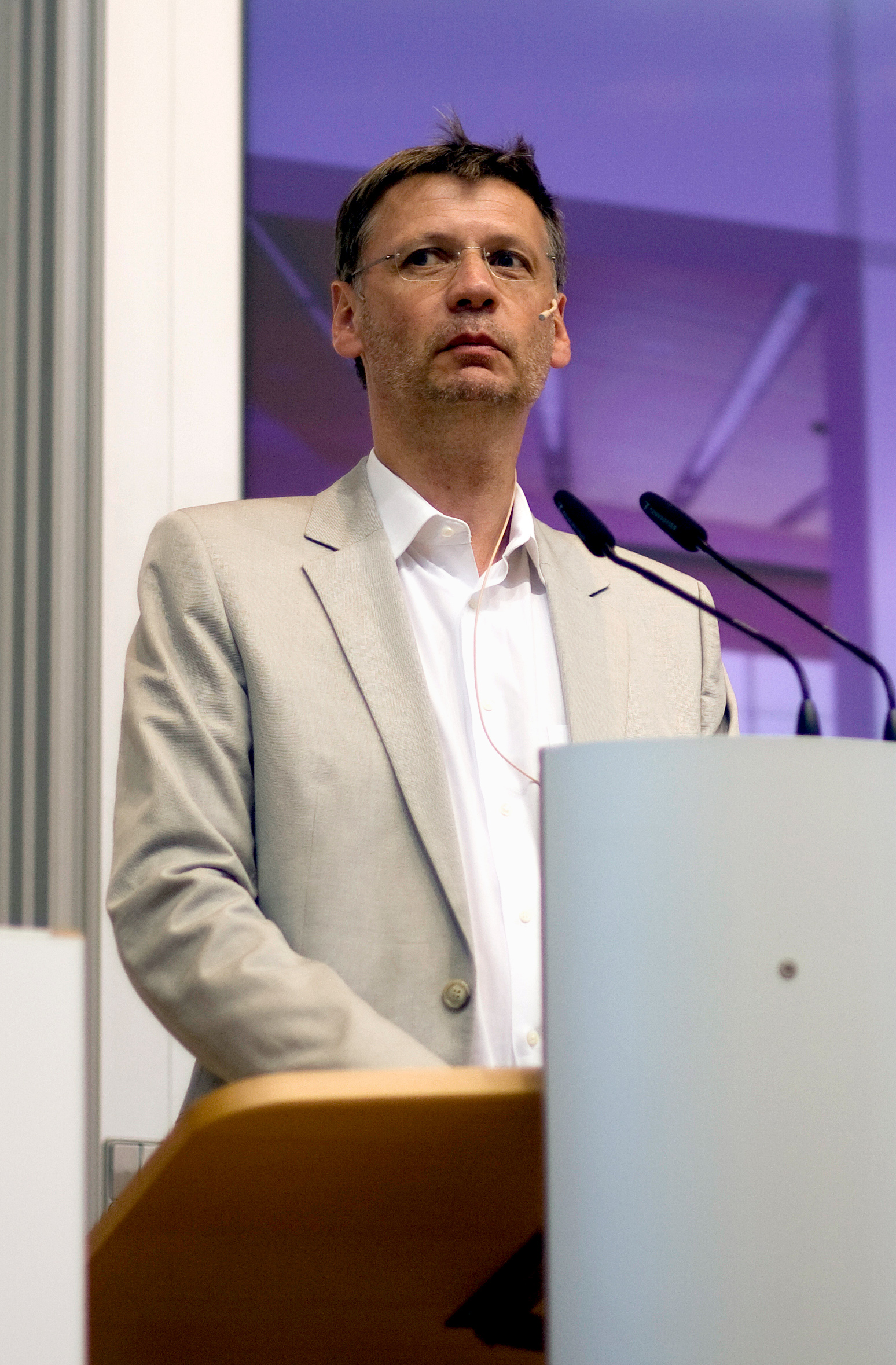
Günther Jauch

Günther Johannes Jauch (Münster, 13 juli 1956) is een Duits televisiepresentator.
Hij begon zijn carrière in 1977 als presentator van een sportprogramma op de radiozender RIAS Berlin. Hij werd landelijk bekend bij het tv-station ZDF, waar hij onder andere de Aktuelle Sportstudio presenteerde. In 1989 stapte hij over naar de commerciële zender RTL Television, waar hij sinds 1990 het programma Stern TV presenteert.
Ook is Jauch veel te zien als presentator van sportprogramma's. In 1998 beleefde hij een hoogtepunt van zijn loopbaan voor de Champions League-wedstrijd Real Madrid - Borussia Dortmund. Voor aanvang van het duel stortte een doel in, waardoor de wedstrijd 76 minuten te laat begon. Jauch en commentator Marcel Reif vulden de tijd op met commentaar dat meer kijkers wist te boeien dan de wedstrijd zelf. Op een gegeven moment merkte hij op: "Für alle Zuschauer, die erst jetzt 
eingeschaltet haben, das erste Tor ist schon gefallen..." oftewel vertaald "Voor alle kijkers, die nu pas hebben ingeschakeld, het eerste doel(punt) is al gevallen..."
Sinds 1999 presenteert Jauch de quiz "Wer wird Millionär?", de Duitse versie van Who Wants to Be a Millionaire? Het maakte hem de populairste Duitse tv-presentator. Bij de verkiezing van Unsere Besten in 2003 eindigde hij op de 29e plaats en bij een enquête twee jaar later werd hij gekozen als meest geliefde Duitser. Voor een aflevering van "WWM", uitgezonden tijdens het WK voetbal 2006, kreeg hij de deutsche Fernsehpreis in de categorie amusement. Tijdens deze aflevering was de komiek Hape Kerkeling te gast als prominente kandidaat. Hem lukte het, door een list de presentatorstoel te bemachtigen en Jauch als kandidaat te laten optreden. Deze won vervolgens 500.000 euro voor het goede doel, de Duitse Aids Stichting.
Günther Jauch is in juli 2006, na 16 jaar partnerschap, getrouwd met Thea Sihler. Zij hebben vier kinderen en wonen in de buurt van Potsdam.